# Major Havoc
Major Havoc (ou The Adventures of: Major Havok) est un jeu vidéo développé par la société américaine Atari Inc., sorti en 1983 sur borne d'arcade. Il a été conçu et programmé par Owen Rubin.
C'est un jeu vectoriel singulier et innovant qui combinent des séquences de plates-formes à défilement et des phases de shoot them up.

## Développement
Le jeu a été conçu et programmé par Owen Rubin. Mark Cerny a contribué au développement.

## Accueil
Le jeu a connu un destin commercial confidentiel, avec seulement quelques centaines d'unités produites.